# جاذبه‌های جغرافیایی و زمین‌شناختی ایران
مکان ها و جاذبه های جغرافیایی مکان های طبیعی هستند و ساخته های انسانی نیستند مثالی از مکان های جغرافیایی : مناطق کوهستانی ، مناطق دشت و درختی و کویر ها یا همان صحرا ها هستند و ویژگی آنها در اصل این است که مناطق طبیعی و خدادادی هستند و ساخته انسانی نیستند 

## دریاچه‌ها و چشم‌اندازهای سواحل
- دریاچه گهر دورود معروف به نگین اشترانکوه[۱][۲][۳]
- جزایر آشوراده، سه جزیره کوچک در ساحل دریای خزر
- گیسوم تالش
- شبه جزیره میانکاله در مجاورت جزایر آشوراده
- خلیج حسینقلی یا غازانقلی، ریزشگاه رود اترک در ساحل دریای خزر
- مرداب انزلی

جزیره خارک (از جزایر مرجانی) -
- دریاچه دوخواهران، شمال دشت لار
- دریاچه تار و هویر، غرب فیروزکوه و شرق دماوند
- دریاچه سما (ولشت)، در ناحیه شمالی مرزن‌آباد و بخش کلاردشت
- دریاچه خلنو، مرز استان تهران و مازندران و انتهای دره بزرگ وارنگرود
- دریاچه آوان، استان قزوین و شمال دره الموت
- دریاچه نئور، مرز استان اردبیل و گیلان در دامنه قله‌های تالش
- دریاچه فصلی گل، جنوب بلداجی در استان سیستان و بلوچستان
- دریاچه زریبار، استان کردستان

## بیابان‌ها
- شهر سوخته
- کویر بزرک نمک در حد فاصل خور و طبس با نمایی از پلی گون‌های نمک
- برخان‌های زیبای خور و بیابانک

## قله‌ها و ارتفاعات
- قله دماوند، بلندترین نقطه میانی قوس بزرگ شمالی موسوم به البرز، عظیم‌ترین مظهر آتشفشانی قدیم
- قله سهند
- قله سبلان
- آتشفشان تفتان
- قله الوند همدان
- قله الوند(گلپایگان)
- قله تکه‌قیه‌سی
- قله دوشاخ زنجان
- قله سندان زنجان

## چشمه‌های آب گرم
معروفترین چشمه‌های آب گرم به قرار زیر می‌باشد: آب گرم لاریجان، چشمه گوگردی اسک،چشمه آب گرم نورآباد ممسنی. چشمه‌های گوگردی رامسر، چشمهٔ آبگرم فردوس، چشمه معدنی استراباکو و عمارت در جاده هراز، چشمه‌های سادات محله، مجمتع های آبگرم آبدرمانی در سرعین، پیله دره، سردابه و بوشلی در استان‌های اردبیل و آذربایجان، چشمه‌های گرمسار، خرقان، آب ترش، حسنک و … در استان مرکزی، آب گرم مهدی شهر

## آبشارها

### آبشارهای شهرستاندورود
- آبشار ازنادر[۲]
- آبشار آب گرم
- آبشار بیشه
- آبشار تنگ عزیز آباد
- آبشار هشوید
- آبشار چکان[۴]

### آبشارهای شهرستانخرم‌آباد
- آبشار نوژیانبخش پاپی
- آبشار سرکانهبخش پاپی
- آبشار وارکدر بخش پاپی
- آبشار مخمل کوه
- آبشار تاف
- آبشار وارگ
- آبشار برنجه
- آبشار تیندر
- آبشار لوچ
- آبشارهای دورک
- آبشار چونگ شنه
- آبشار دره ماهی
- آبشار مبارک‌آباد

## پدیده‌های زمین‌شناسی
- فرسایش در رسوبات نئوژن در گستره مکران، پیرامون جاسک
- بازالت‌های منشوری، شرق قله دماوند، شمال پلور، البرز مرکزی
- بازالت‌های منشوری، تربت حیدریه،

## غارها
- الف) غارهای حاصل از زلزله یا چین خوردگی
- ب) غارهای بادی و یخی
- ج) غارهای دست کن
- د) غارهای معروف

الف) غارهای حاصل از زلزله یا چین خوردگی
- غار اسپهبد خورشید، در ناحیه دوآب سوادکوه، یکی از بزرگ‌ترین طاقهای دنیا، ناشی از چین خوردگی
- غار ایوب دهج، بزرگترین دهانه غار آذرین ایران در بخش دهج دراستان کرمان، در اتر جریان گدازه‌های آتشفشانی
- چاه ارازه یا چاه دیو، در روستا آب سنجد باقرآباد و بین شهرهای نطنز و مورچه خورت

ب) غارهای بادی و یخی
- غار یخ مراد، واقع در قریه بزرگ شاه پل در جاده مخصوص تهران چالوس، از جمله غارهای بزرگ و در نوع خود بسیار با ارزش

ج) غارهای دست کن
- کافرکلی یا خانه کافر، مجموعه آبادی اسک، دره سرره، مجموعه بند کنار، مجموعه دره آینه منون، مجموعه

۴تن، مجموعه دره نیاک، مجموعه کنارانجام، مجموعه پلمون، مجموعه گزنه، مجموعه کهرود، مجموعه کیان، مجموعه پنجاب، واقع در طول دره هراز از آبادی اسک تا پنجاب به طول ۴۲ کیلومتر
- غار کوگان، در خرم‌آباد
- غار کرفتو، واقع در جنوب غربی شهر تکاب و در مسیر شهر سقز
- غار قلعه جوق، در مسیر جاده ساوه به همدان در ۲ کیلومتری آبادی قلعه جوق
- مهرابه‌ها (نیایشگاه‌های مهری)، در جنوب شرق مراغه و در دهکده ورجودی
- غار نیاسر، در روستای بزرگ و خوش منظره نیاسر در شمال غربی کاشان

د) غارهای معروف که عبارت‌اند از:
- غار علیصدر، همدان
- غار کتله خور، خدابنده در ۸۶ کیلومتری مرکز شهرستان
- غار پراو، در شمال شرق کرمانشاه و دامنه کوه پراو
- غار ترنگ، در شهرستان بافت و روستای طرنگ
- غار مغان، در جنوب شرق مشهد و در دره دامغان
- غار رود افشان، در امتداد جاده فیروزکوه و نرسیده به دلیچای
- غار چال نخچیر، واقع در شمال شرقی شهرستان دلیجان و نزدیک به راه دلیجان نراق
- غار کهک، واقع در راه دلیجان اراک، در محل دوراهی سلفچگان و مجاور روستای کهک
- غار کبوتریا هامپوبیل، در جنوب شرقی مراغه و در مجاورت روستای موردی چای
- غار پرقیستان، در منطقه عمومی اسفراین و در مجاورت روستای گسک
- غار بزرگ شاپور ساسانی و مجسمه